# Cycloderus signaticollis
Cycloderus signaticollis es una especie de coleóptero de la familia Pyrochroidae.

## Distribución geográfica
Habita en Chile y Argentina.